# Erik Uddenberg (dramatiker)
Erik Emanuel Uddenberg, född 25 juni 1963 i Lund, är en svensk dramatiker.
Uddenberg är utbildad journalist och arbetade först på Ljusnans redaktion. Mellan 1991 och 1993 arbetade han som ekonomireporter och har även varit verksam vid TT. Därefter studerade han vid Dramatiska Institutet under Suzanne Osten och praktiserade på Ostens Unga Klara. Han avlade examen 1997 och började som dramatiker vid Unga Klara. Där var han verksam i nästan två decennier och hann skriva mycket teater om unga och för en ung publik. År 2015 blev Uddenberg en av tre konstnärliga ledare vid Folkteatern i Gävleborg (jämte Kajsa Isakson och Mattias Brunn), verksam både som dramatiker och dramaturg.